# Saison 6 de Ma sorcière bien-aimée
Chronologie
Saison 5 Saison 7
Cet article présente le guide des épisodes de la sixième saison de la série télévisée américaine Ma sorcière bien-aimée (Bewitched),.